# Bosgården

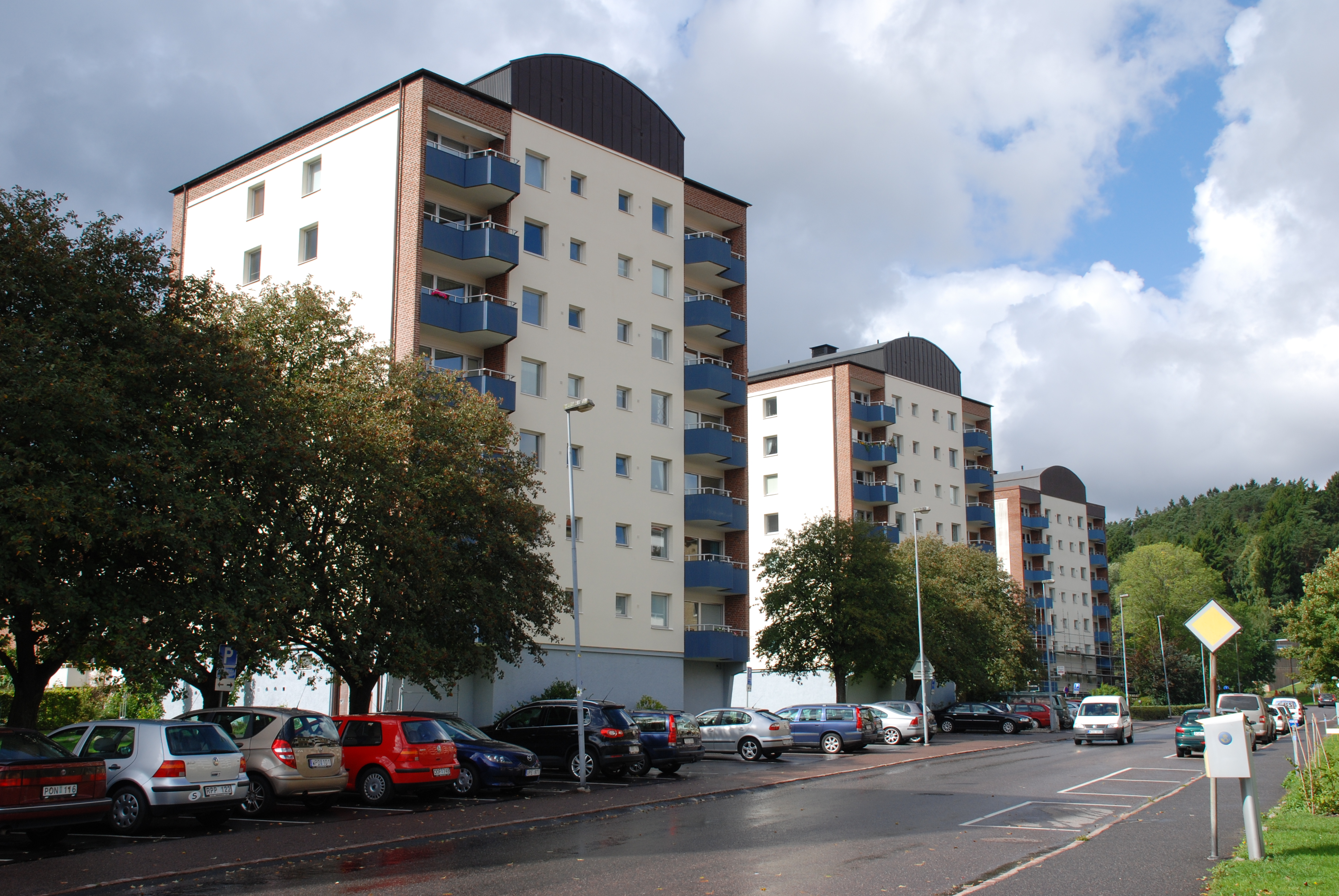
Häradsgatan i Bosgården.

Bosgården är en stadsdel i mellersta delen av kommundelen Västra Mölndal (motsvarande Fässbergs distrikt).
Området avgränsas av Bifrostgatan, Göteborgsvägen, Knarrhögsgatan, kyrkbergets nordsluttning och Toltorpsgatan.

## Historia
Inom området fanns förr flera gårdar, bland annat Bosgården och Lilla Bosgården. Bosgårdens ägor gick fram till nuvarande Bifrostgatan och Safjället i nordost. Den östra gränsen utgjordes av Mölndalsån och i söder gick gränsen ungefär vid Länsmansgatan, Häradsgatan och Terrakottagatan. Västerut gick gränsen ungefär där Toltorpsgatan går. Söder om Bosgården, mellan nuvarande Länsmansgatan och Växthusgatan, låg hemmanet Holmen.
Den nuvarande stadsdelen omfattar Bosgårdens och Holmens marker, samt del av Mölndals bys utmark och delar av Åby och Toltorp.

### Den första bebyggelsen
År 1917 uppfördes två flerfamiljshus vid Smörräntegatan, vilka ritats av arkitekten Allan Berglund. Husen uppfördes av Fässbergs kommun för att minska bostadsbristen under första världskriget. Några lägenheter kom att användas som epidemisjukhus under spanska sjukan åren 1918–1919.
I slutet av 1910-talet uppfördes "Terrakottafabriken", där det tillverkades lergods och terrakotta. År 1936 inrättades en verkstadsskola i byggnaden, vilken revs 1981.
De äldsta gatorna i stadsdelen var Celsiusgatan, Bosgårdsgatan och Landstingsgatan. Den senare har ersatts av Mölndals sjukhus byggnader. Husen längs dessa gator uppfördes under åren 1919–1927. Biskopsbogatan bebyggdes 1927–1948 och Länsmansgatan 1935–1950.
År 1924 var laserettsbyggnaden i Bosgården klar. Året efter tillkom ett epidemisjukhus bakom lasarettet och år 1926 inrättades ett barnbördshus i Stora Bosgårdens manbyggnad. År 1936 startades en barnträdgård i Stora Bosgården av Röda Korset – därav kommer namnet Lekskolegatan.

### 1940- till 1960-talen
Under perioden efter andra världskriget kom HSB att bygga bostadsrättsföreningar i området: Knarrhögsgatan 1944–1949, Vänortsgatan 1950–1951, Växthusgatan 1952, Hagåkersgatan 1952–1960, Vänortsgatan 1952–1954, Häradsgatan 1959 och Piltegatan 1959.
Övriga bostadshus uppfördes av privata byggmästare och inflyttningar skedde under åren 1949–1961 på Biskopsbogatan, Tolsegårdsgatan, Hedängsgatan, Pomonagatan, Lekskolegatan, Frälsegårdsgatan, Torallagatan och Kronogatan.

### Bosgårdsskolan
Sommaren 1957 uppfördes en skolpaviljong och lokaler hyrdes i två av bostadshusen. Den första riktiga delen av Bosgårdsskolan stod klar år 1959.

## Etymologi
Bosgården förekommer som ortnamn på många håll i Sverige, främst i Västergötland. En bosgård var en kyrklig fogdegård i ett medeltida förvaltningssystem. Betydelsen av Bosgården skulle vara "förvaltningsområdets (boets) huvudgård". Egendomen Biskopsbo i Mölndal har medeltida anor, och Bosgården skulle ha varit huvudgården i den egendomen.